# Maretić
Maretić is een plaats in de gemeente Hrašćina in de Kroatische provincie Krapina-Zagorje. De plaats telt 168 inwoners (2001).